# Ким, Дмитрий Александрович
Дмитрий Александрович Ким (2 февраля 1918 года, село Нижнее Янчике, Никольск-Уссурийский уезд, Приморская область — 18 ноября 1985 года) — председатель колхоза имени Свердлова Верхне-Чирчикского района Ташкентской области, Узбекская ССР. Герой Социалистического Труда (1951).

## Биография
Родился в 1918 году в крестьянской семье в селе Нижнее Янчике Никольск-Уссурийского уезда.
В 1934 году окончил семилетку в родном селе. Работал секретарём отделения Российского Красного Креста в селе Краскино Посьетовского района, затем — секретарём райсовета ОСОВИАХИМа того же района. В 1936 году поступил на учёбу Томского мукомольного рабфака. С мая 1937 года — студент Благовещенского финансово-экономического техникума, после которого трудился с июля по сентябрь 1937 года бухгалтером в районном отделении Посьетовского райфинотдела в селе Краскино.
В 1937 году депортирован на спецпоселение в Ташкентскую область Узбекской ССР. Трудился счетоводом в Янги-Юльском заводе ОСОВИАХИМа (1937—1938). С 1938 года — рядовой колхозник, счетовод, бухгалтер, заместитель председателя колхоза имени Свердлова Верхне-Чирчикского района. В 1945 году избран председателем этого же колхоза.
Вывел колхоз имени Свердлова в число передовых сельскохозяйственных предприятий Ташкентской области. В 1950 году колхоз получил в среднем по 79,8 центнеров зеленцового кенафа с каждого гектара на площади в 295 гектаров. Указом Президиума Верховного Совета СССР от 22 мая 1951 года удостоен звания Героя Социалистического Труда с вручением ордена Ленина и золотой медали «Серп и Молот».
Под его руководством колхоз имени Свердлова стал первым в СССР корейским колхозом-миллионером. 21 колхозных труженика были награждены званием Героя Социалистического Труда. Руководил колхозом до выхода на пенсию в 1971 году.
Персональный пенсионер союзного значения.
Скончался в ноябре 1985 года. Похоронен на кладбище бывшего колхоза имени Свердлова (сегодня — фермерское хозяйства имени Ахмеда Ясави Юкарычирчикского района).

## Память
Его именем названа улица фермерского хозяйства имени Ахмеда Ясави Юкарычирчикского района Ташкентской области.

## Награды
- Герой Социалистического Труда
- Орден Ленина
- Орден Трудового Красного Знамени (1957)
- Орден «Знак Почёта»
- Медаль «За доблестный труд в Великой Отечественной войне 1941—1945 гг.»
- Медаль «За трудовое отличие» (1965)
- Заслуженный хлопковод Узбекской ССР (1964)